# Geversdorf
Geversdorf község Németországban, Alsó-Szászországban, a Cuxhaveni járásban. Lakosainak száma 717 fő (2010).